# Johannes Karl Ludwig Busch

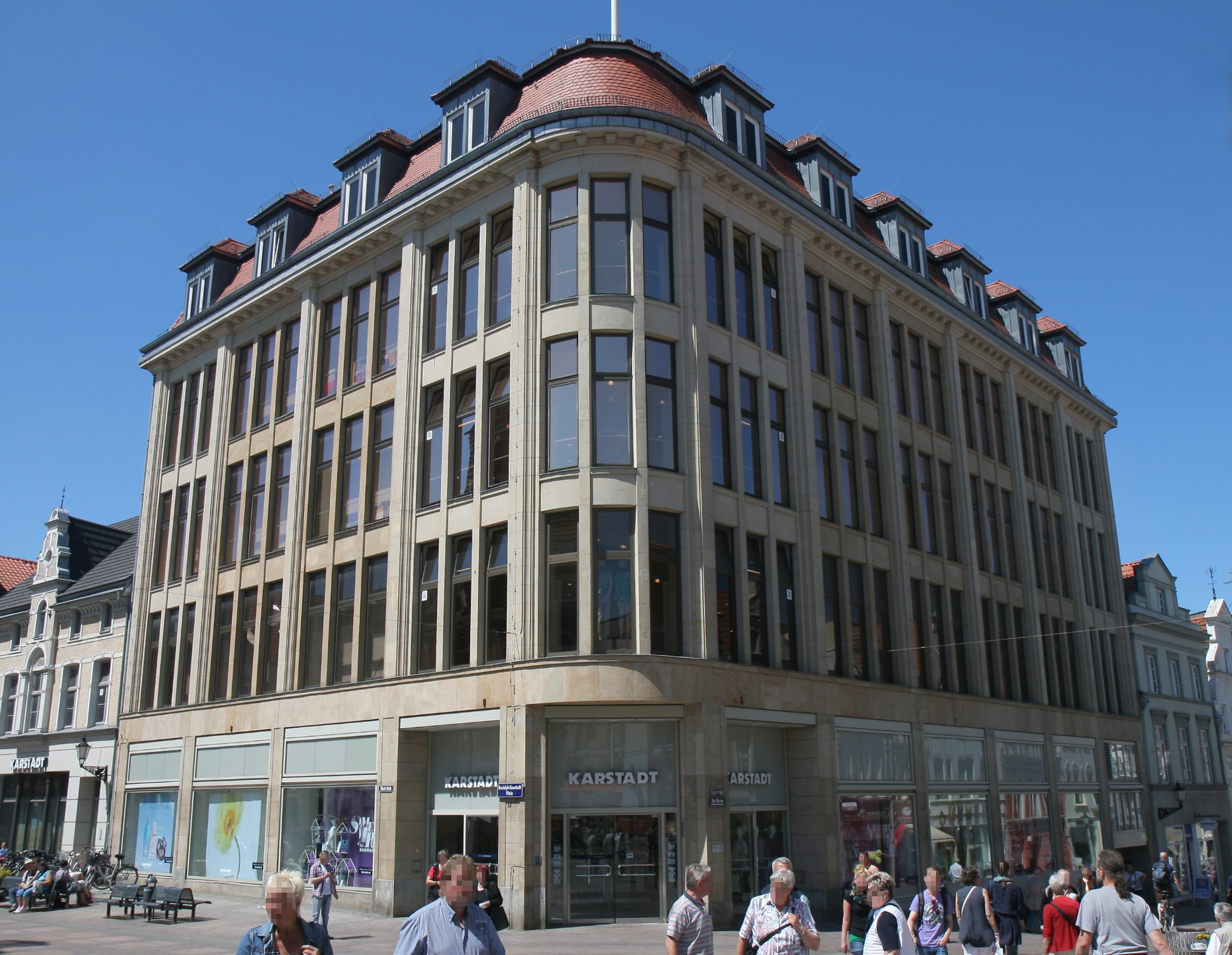
Stammhaus Karstadt Wismar

Johannes Karl Ludwig Busch, auch: Johann(es) Busch (* 3. März 1869 in Kaköhl in Schleswig-Holstein; † 15. Juni 1953 in Wismar) war ein deutscher Architekt.

## Biografie

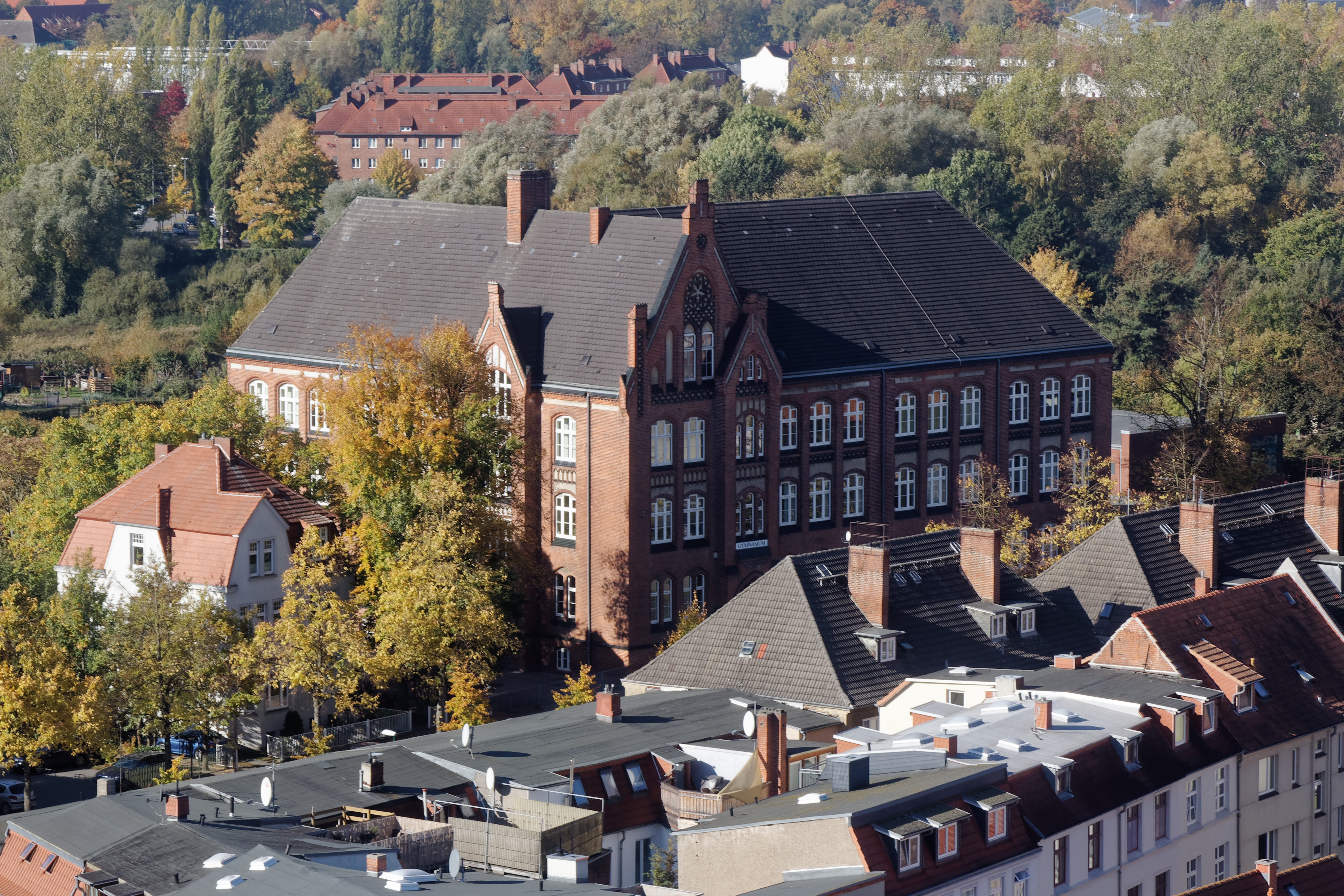
Gerhart-Hauptmann-Gymnasium

Johannes Karl Ludwig Busch ließ sich 1895 als freiberuflicher Architekt in Wismar nieder und erwarb 1898 das Bürgerrecht der Stadt. Ab 1902 war er Gutachter und Berater der Stadt. Er plante in Wismar um die 70 Gebäude als Wohnhäuser, Villen, Gutshäuser, Schulen, Kaufhäuser und Fabrikhallen. Ab 1910 gehörte Busch dem Bürgerausschuss an und war von 1913 bis 1916 dessen Vorsitzender. Er war Mitglied in der städtischen Kommission zur Erhaltung des Stadtbildes, im Haus- und Grundbesitzerverein, im Gewerbeverein sowie Stadtverordneter und später unbesoldeter Stadtrat.
Busch war seit 1895 mit Hermine, geb. Darjes (1870–1925) aus Zarpen [Holst.] verheiratet. Er wurde auf dem Friedhof Wismar beigesetzt, wo eine Info-Stele an ihn erinnert.

## Werke
- 1903: Villa in Wismar, Schweriner Straße 2
- 1905: Knabenvolksschule in Wismar, Dahlmannstraße 40 (heute: Gerhart-Hauptmann-Gymnasium Wismar)
- 1908: Kaufhaus Karstadt in Wismar, Rudolph-Karstadt-Platz 1, Ecke Krämerstraße / Lübsche Straße (Stammhaus des Konzerns und Vorbild für mehrere Karstadtbauten)
- 1909/10 Schulneubau in Stavenhagen (heute: Fritz-Reuter Grundschule)
- 1912: Villa in Wismar, Goethestraße 4 (heute Atelier-Galerie Jürgens)